# لينا باسكيت
لينا باسكيت (19 أبريل 1907 - 30 سبتمبر 1994) (بالإنجليزية: Lina Basquette) هي ممثلة أفلام صامتة أمريكية. بدأت مسيرتها كراقصة مقابل أجر وذلك سبب دورها في فيلم راقصة الأحداث عام 1916 وربما الذي وضعها علي سلم الشهرة فيلم المرأة الملحدة عام 1929 من إخراج سيسيل ديميل وسيناريو بيولا ماري ديكس.

## حياتها الشخصية

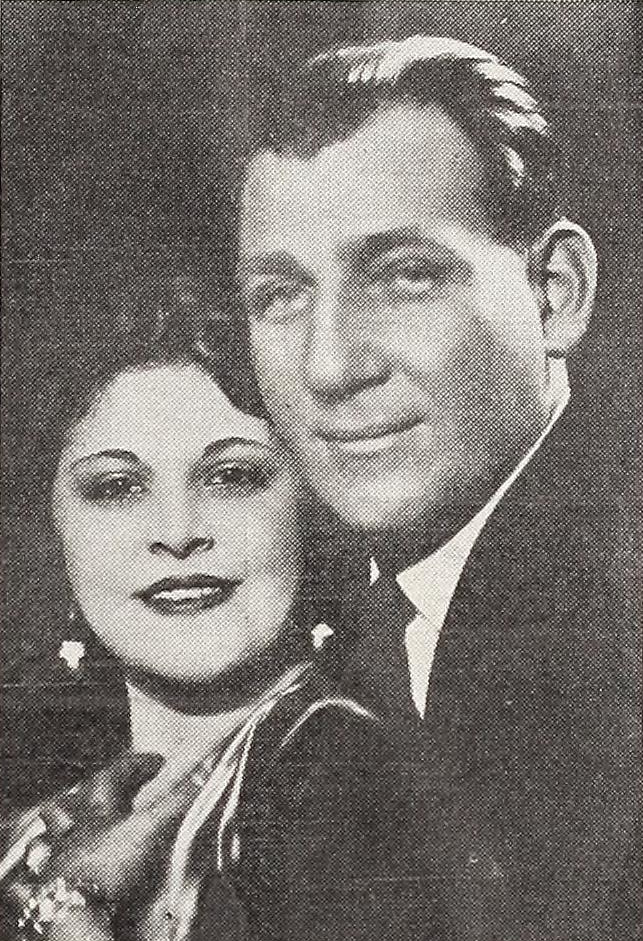
سام وارنر والسيدة وارنر (لينا باسكيت) وقت ولادة طفلهما

كما هو ملحوظ تعدت زيجاتها التي كان الزوج الأول هو المنتج السينمائي الكبير سام وارنر، من الغريب وكل هذا المشوار الفني هو تراجع شهرتها لفترة وعادت لينا الي الرقص والعروض المسرحية.

## النجمة
من أجل مشوارها الفني المتميز أصبح لديها نجمة في ممر هوليوود.

## الوفاة
توفت الممثلة لينا في منزلها بعد صراع مع مرض سرطان الغدد الليمفاوية لمسيرة استمرت ل 75 عام من العمل الفني والأبداع.

## أعمالها

### أفلام قصيرة
| - 1916 راقصة الأحداث - 1916 فتاة بورتيشي الغبية - 1916 الأخ جيم م - 1916 قبضة الجريمة - 1916 أحذية - 1916 صبار الإنسان - 1916 القافلة - 1917 بولي وضعت الغلاية على | - 1917 أقارب زوجته - 1917 بوابات الموت - 1917 النجم الشاهد - 1917 حلم مصر - 1917 إلى روماني روز - 1917 أمير ليوم واحد - 1917 انتصار ماريانا الصغيرة - 1919 السفينة الأضعف جيسي |

### أفلام
| - 1922 بنرود - 1927 حارس الشمال - 1928 المشنقة - 1928 عجلة الفرصة - 1928 نجاح كبير - 1928 مشاهدة الناس - 1929 الفتاة الملحدة - 1929 تصادف - 1929 جيل الشباب - 1930 دود رانجلر - 1931 جولدي كونستانتينا | - 1931 بكل سرور - 1931 أريزونا الإرهاب - 1931 هارد هومبر - 1931 أخلاق المرأة - 1931 حفله توديع - 1931 مراسل الفتاة المحاصرة - 1931 شنت الغضب - 1932 ذراع القانون - 1932 سيدة منتصف الليل - 1932 مرحبا مشكلة - 1932 الشبح | - 1934 الخشبة - 1936 الساعة الأخيرة - 1937 أرواح في البحر - 1937جزر البحر - 1938 القرصان - 1938وردة ريو غراندي - 1938أربعة رجال وصلاة - 1942 المتصل - 1943 ليلة للجريمة - 1991 حديقة الجنة |

## روابط خارجية
- صفحة لينا باسكيت IMDb
- صفحة لينا باسكيت ALLMovie
- صفحة لينا باسكيت findagrave